# Andalusien-Rundfahrt 2009
Die 55. Andalusien-Rundfahrt fand vom 15. bis 19. Februar 2009 statt. Das Radrennen wurde in vier Etappen und einem Prolog über eine Distanz von 669 Kilometern ausgetragen.

## Etappen
| Etappe    | Tag         | Start – Ziel                     | km        | Etappensieger     | Führender      |
| --------- | ----------- | -------------------------------- | --------- | ----------------- | -------------- |
| Prolog    | 15. Februar | Jaén – Jaén                      | 7,3 (EZF) | Xavier Tondo      | Xavier Tondo   |
| 1. Etappe | 16. Februar | La Guardia de Jaén – Humilladero | 169,2     | Danilo Napolitano | Joost Posthuma |
| 2. Etappe | 17. Februar | Vegas del Genil – Córdoba        | 164,2     | Gert Steegmans    | Joost Posthuma |
| 3. Etappe | 18. Februar | Marbella – Benahavís             | 162,5     | Davide Rebellin   | Joost Posthuma |
| 4. Etappe | 19. Februar | Torrox – Antequera               | 165,8     | Davide Rebellin   | Joost Posthuma |